# Psilogramma wetarensis
Psilogramma wetarensis là một loài bướm đêm thuộc họ Sphingidae. Loài này có ở Timor ở Indonesia.